# 샴푸 (영화)
샴푸(Shampoo)는 미국에서 제작된 할 애쉬비 감독의 1975년 드라마, 멜로/로맨스 영화이다. 워런 비티 등이 주연으로 출연하였고 워런 비티 등이 제작에 참여하였다.

## 출연

### 주연
- 워런 비티
- 줄리 크리스티
- 골디 혼

### 조연
- 리 그랜트
- 잭 워든
- 토니 빌

## 제작진
- 협력프로듀서: 찰스 H. 맥과이어
- 미술: 리처드 실버트
- 의상: 앤시아 실버트
- 배역: 제인 페인버그
- 배역: 마이크 펜튼